# José Tovar
José Manuel Tovar Espada (Cáceres, 1 de diciembre de 1982) es un deportista español que compitió en triatlón. Ganó una medalla de bronce en el Campeonato Mundial por Relevos de 2007.

## Palmarés internacional
| Campeonato Mundial por Relevos | Campeonato Mundial por Relevos | Campeonato Mundial por Relevos | Campeonato Mundial por Relevos |
| Año                            | Lugar                          | Medalla                        | Prueba                         |
| ------------------------------ | ------------------------------ | ------------------------------ | ------------------------------ |
| 2007                           | Tiszaújváros (Hungría)         | Medalla de bronce              | Relevos                        |